# Gustavianska operahuset
Gustavianska operahuset även kallad Gustav III:s opera var en opera vid Gustav Adolfs torg i Stockholm. Den uppfördes 1782, på Gustav III:s initiativ, och revs 1892 för att ge plats åt nuvarande Kungliga Operan.
En sektionsritning över Gustavianska operahusets scen fanns med på den tidigare svenska femtiokronorssedeln, till höger om motivet med Jenny Lind.

## Uppdraget
Uppdraget att rita det nya operahuset gick till arkitekten Carl Fredrik Adelcrantz som tidigare ritat bland annat Kina slott. Teaterintresset hade Adelcrantz ärvt från sin far och i Ulriksdals slottsteater (1753) och senare i Drottningholms slottsteater (1764) fick han omsätta sin kunskap till arkitektur. Med operabyggnaden i Stockholms slotts omedelbara närhet gav Gustav III 1775 Adelcrantz utmaningen att skapa en stor teaterbyggnad och samtidigt fullborda Nicodemus Tessin d.y.:s idéer rörande Gustav Adolf torgs utseende. Torget skulle komma att få sin helhet när Arvfurstens palats stod färdigt 1794.

## Byggnaden

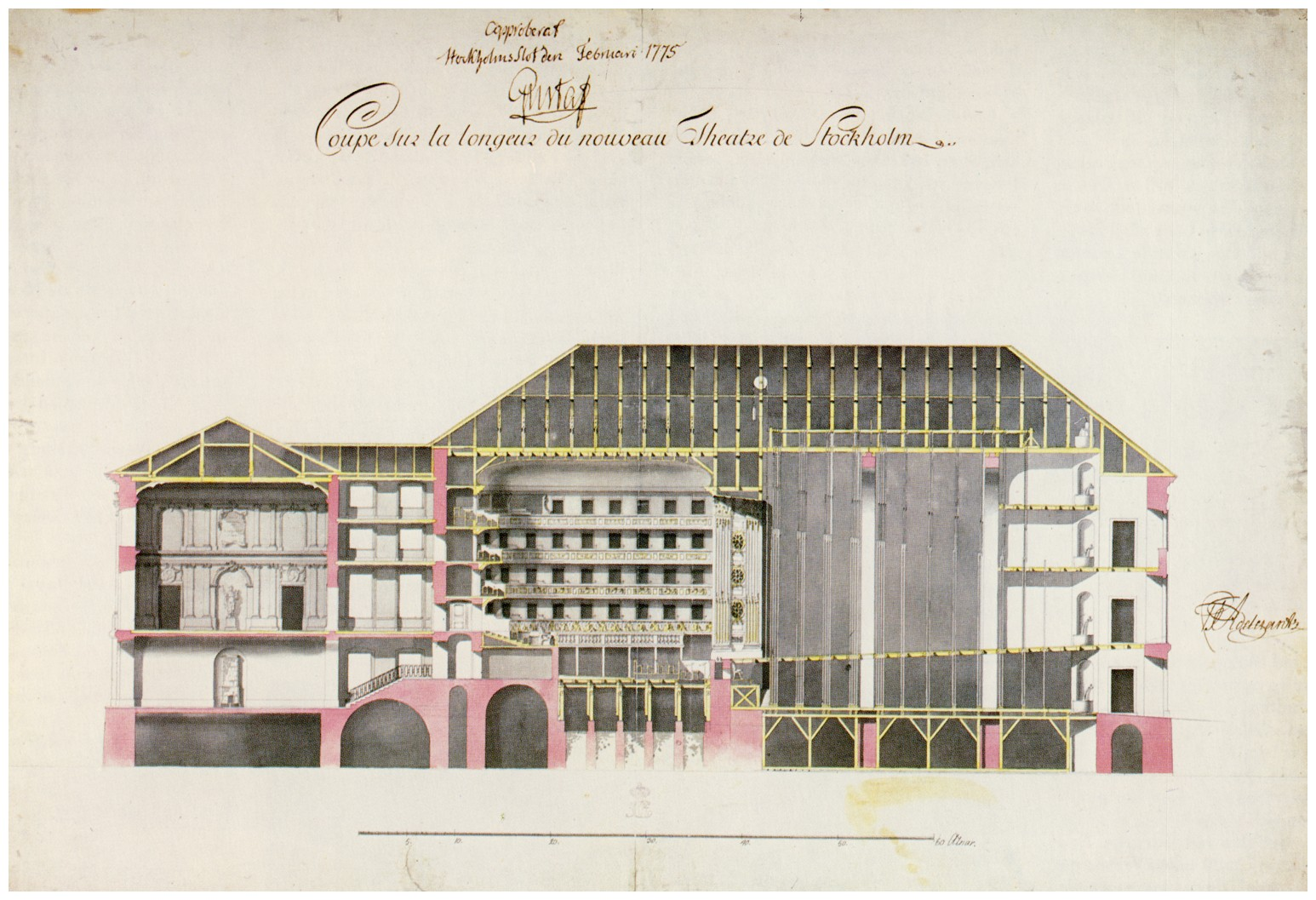
Adelcrantz sektionsritning genom Gustav III:s operahus, 1775.

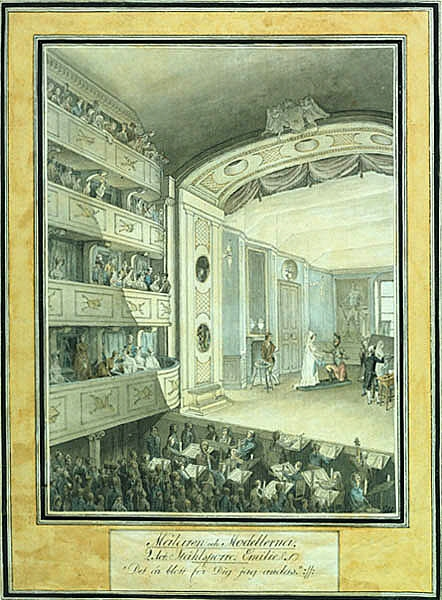
Salongen, tidigt 1800-tal.

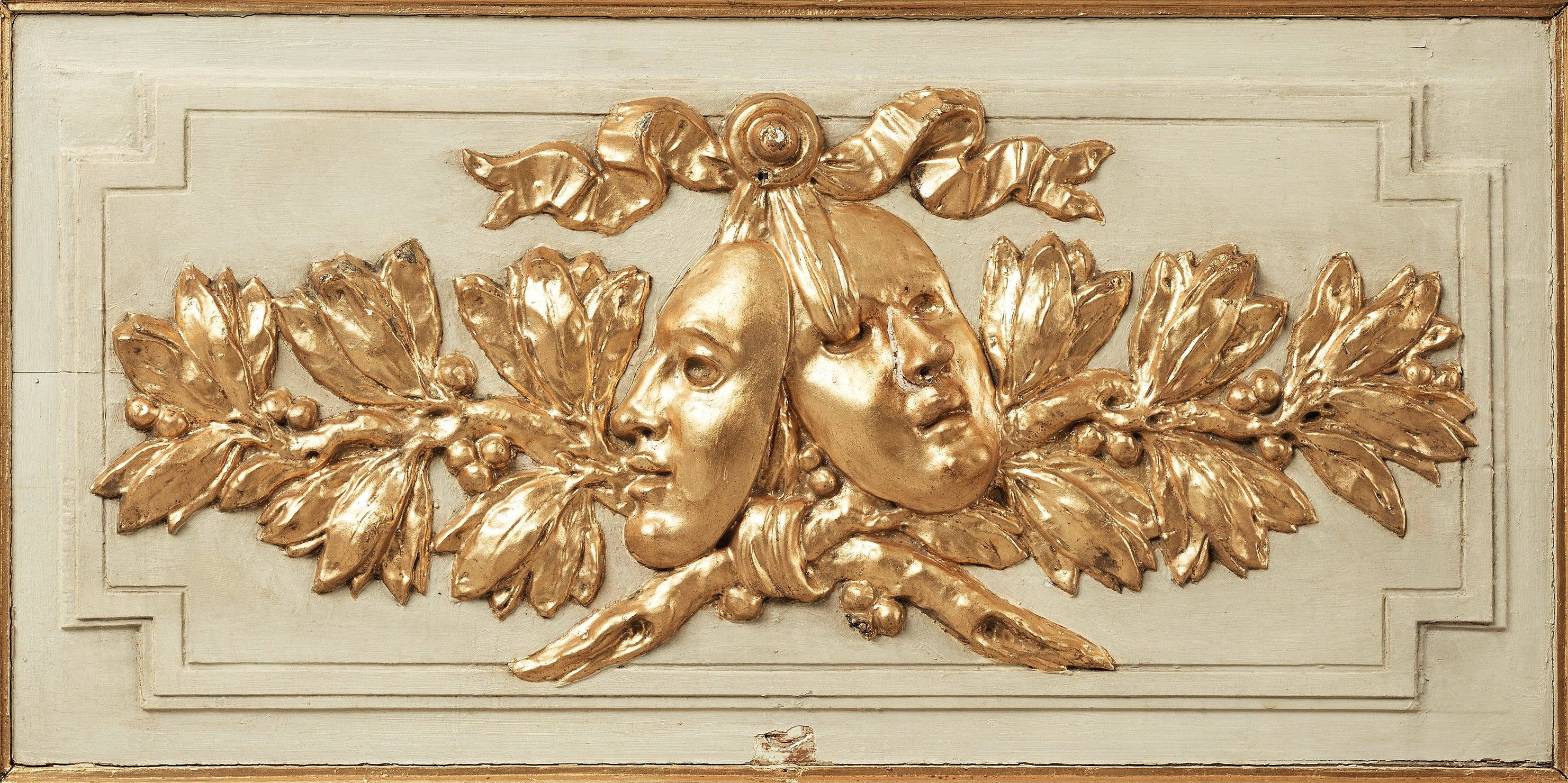
Läktarskrank från det gustavianska operahuset.

Adelcrantz hämtade inspiration och förebilder från Frankrike. Byggnaden uppfördes vid torgets östra sida. Teatersalongens hästskoform och scenens sluttande golv hade sina förebilder bland annat teatern i Lyon, ritad av Jacques-Germain Soufflot.
Salongen och foajén gestaltades i guld och vitt. Huset hade tre våningar mot Gustav Adolfs torg. Fasaden betonades med en frontespis i fyra våningar som framhävdes av fyra kolonner. Större delen av första våningens rum och salonger tillhörde den kungliga logen. Andra våningen var tjänstebostäder och de tre fönstren i frontespisens attika tillhörde målarateljén.
Scenbyggnaden hade större volymer och anslöt som en egen byggnadskropp mot öst. Genom några höga portar som fanns i fasaden mot Norrström kunde stora föremål, till exempel dekorationer och hästar, föras in och ut från scenen. Den östra delen av byggnaden hade en enklare gestaltning, där fanns loger och verkstäder.
Trots att scenhuset var högre än övriga byggnaden dröjde det inte många år innan det ansågs otillräckligt, man ville kunna höja och sänka kulisser i ett stycke och inte vika dem som dragspel. Teaterledningen försökte få tillstånd att bygga på scenvinden på höjden, men ansökan om bygglov avslogs. Salongen bestod ursprungligen av parkett samt fyra rader. En femte rad byggdes 1815. Scenens mått var 18 gånger 40 alnar (ungefär 10,67 × 23,72 meter). Teaterns maskineri konstruerades av Johan Schef.

## Invigningen och mordet på kungen
Till invigningen hade man planerat att uppföra operan Aeneas i Carthago med libretto av Johan Henric Kellgren och musik av Joseph Martin Kraus, men den solist som skulle ha sjungit rollen Dido, den danskfödda Caroline Müller, hade med sin make lämnat landet på flykt undan sina fordringsägare. Vid invigningen 30 september 1782 uppfördes i stället en annan svensk opera, nämligen Cora och Alonzo med libretto av Gudmund Jöran Adlerbeth och musik av Johann Gottlieb Naumann, den dåvarande hovkapellmästaren. Här hölls också, efter franskt mönster, offentliga maskeradbaler, där man bara släpptes in maskerad; biljetten var billig.
Den 16 mars 1792 mördades Gustav III vid en maskeradbal i detta operahus. Då huset revs bevarades det rum, det så kallade lilla kabinettet, dit kungen först fördes efter att han blivit skjuten. Detta rum kom att återskapas i nästkommande operahus. Efter kungamordet förbjöds offentliga maskeradbaler fram till 1821.

## Teaterbyggnadens pendang skapas
Som en exakt fasad-pendang på västra sidan torget lät Gustav III:s syster, prinsessan Sofia Albertina, bygga Sofia Albertinas palats (Arvfurstens palats) efter ritningar av vice stadsarkitekten Erik Palmstedt. Adelcrantz angav riktningen och Palmstedt fullbordade torget åren 1783 till 1794. Då bildade operan och palatset en sorts flygelbyggnader för Stockholms slotts norra fasad med Norrbro som en centralaxel. Än idag kan man i Arvfurstens palats fasad ana hur det gustavianska operahuset såg ut innan det revs.
År 1806 stängdes Operan av Gustav IV Adolf, som 1807 gav order om att huset skulle rivas. År 1809 återställdes operan, som öppnade med några mindre föreställningar 1810. År 1812 återinvigdes Gustavianska operahuset. Den sista föreställningen var operan "Den bergtagna" i fem akter av Frans Hedberg, som uppfördes den 30 november 1891.

## Gustavianska operahusets slut
Efter drygt 110 års användning hade teaterns maskineri blivit hopplöst föråldrat och byggnaden ansågs vara brandfarlig. Kung Oscar II önskade ett nytt modernt operahus på samma plats. Därför revs det Gustavianska operahuset 1892 (100 år efter mordet på Gustaf III) och en omistlig del av Gustav Adolfs torg gick förlorad. Under en kort övergångstid, i samband med Gustav II Adolfs 300-åriga födelsedagsjubileum (1894) fanns på tomten en kulissarkitektur visande det gamla Slottet Tre Kronor..
Ledningen för det nya Kungliga teaterns AB försökte länge att få åtminstone en del av den gamla fasaden mot torget att bevaras i den nya operabyggnaden. Men slutligen valdes en utformning som var inspirerad av nya Parisoperan från 1875. Stig Fogelmark (Skönhetsrådets tidigare sekreterare) kommenterade långt senare rivningen:
| ” | Rivningen av Gustav III:s opera innebar inte blott att man spolierade en utsökt stadsbild utan även utplånandet av det mest minnesrika monumentet över den gustavianska tidens andliga odling. Det skulle inte länge dröja, innan man allmänt insåg vilket fruktansvärt misstag som blivit begånget. | „ |

Byggmästaren Andreas Gustaf Sällström som svarade för resandet av det nya operahuset återanvände material från den gamla operan i flera andra byggnader han stod bakom där de än i dag kan ses. I kvarteret Apelträdet hittar man således en port och sandsten från rivningen och i Sällströms ombyggnad av Stocksundstorps gård finns flera inredningsdetaljer bevarade.

### Historiska bilder

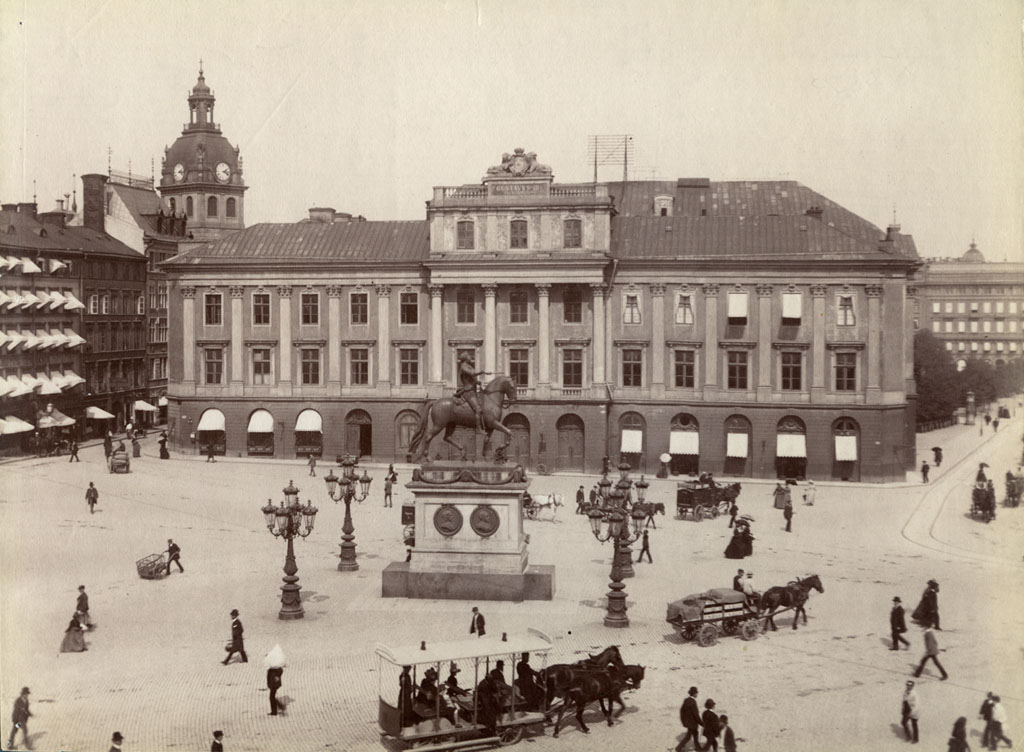
Gustav III:s operahus på 1880-talet.
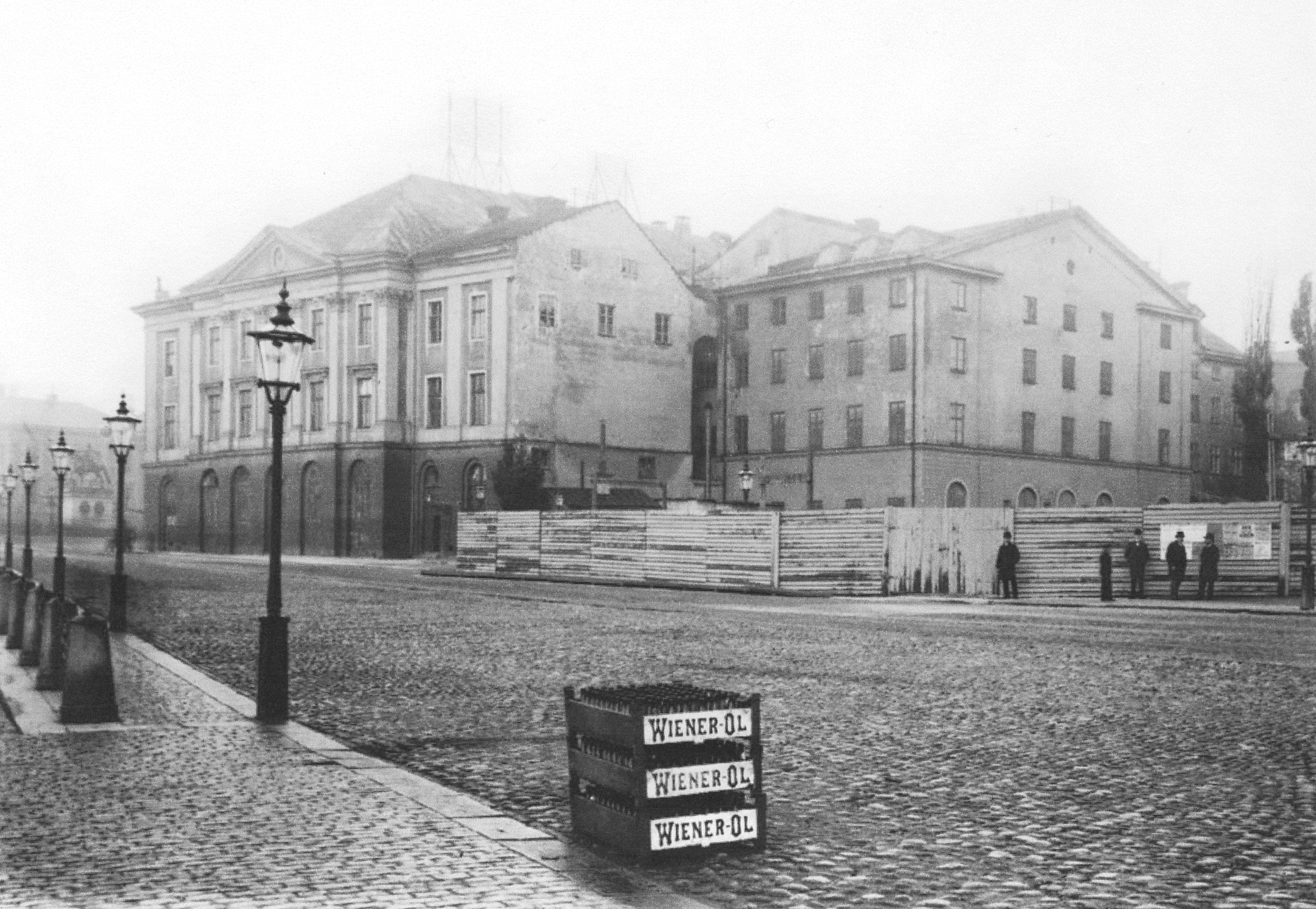
Fasad mot öster omkring 1890.
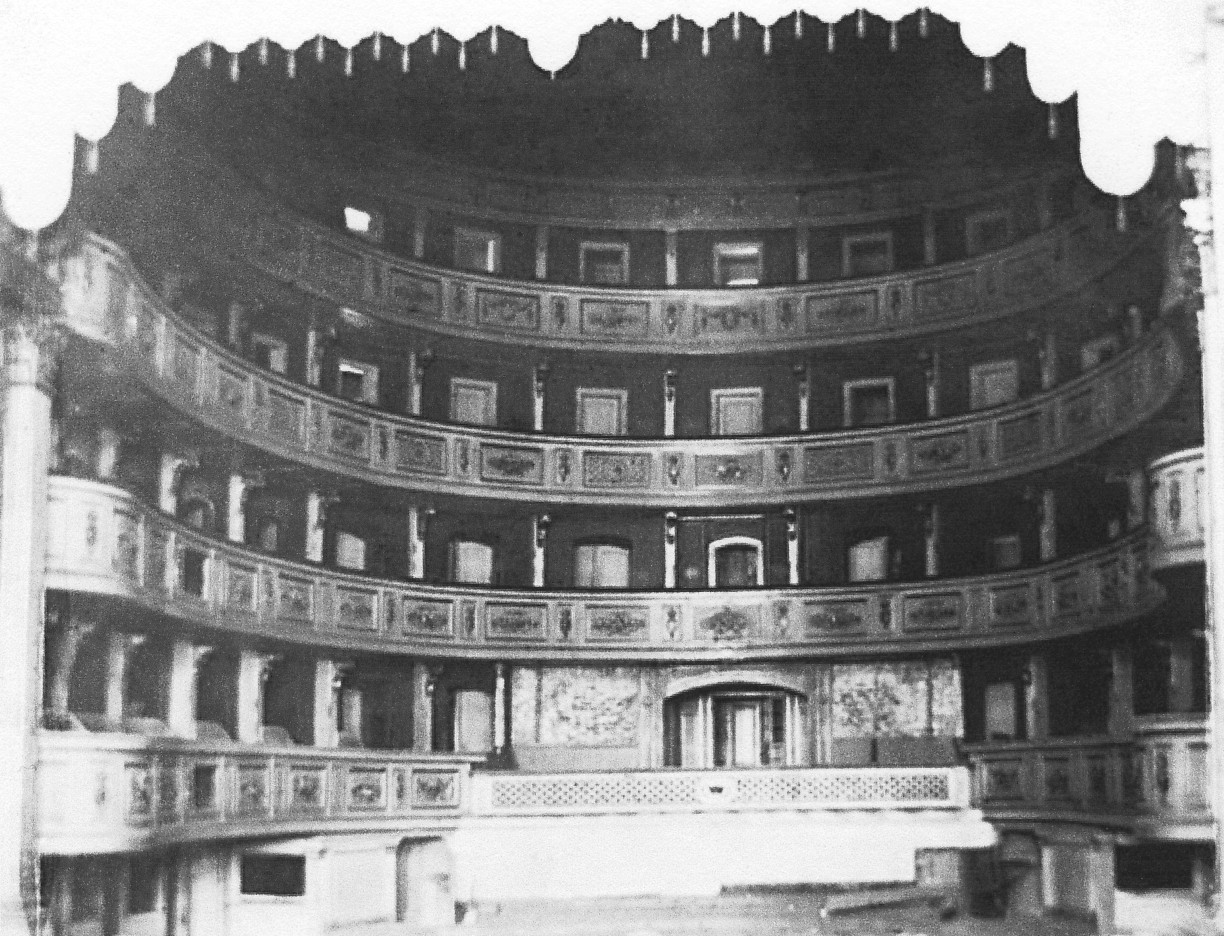
Salongen och raderna omkring 1890. Kungens loge fanns längst ner i mitten.
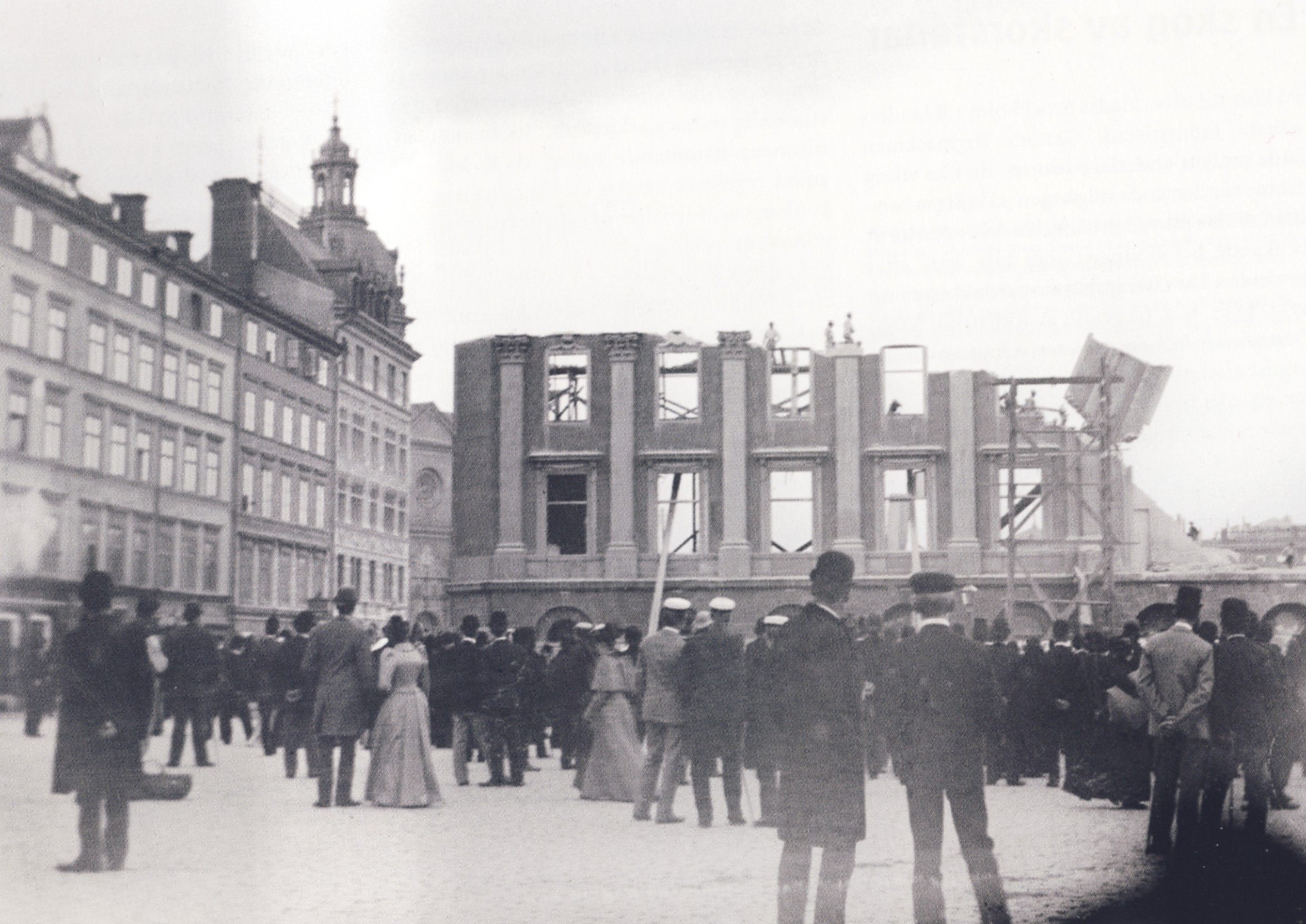
Rivningen av operahuset 1892.